# Cervejaria Hoepfner
A Cervejaria Hoepfner (em alemão: Privatbrauerei Hoepfner GmbH) é uma cervejaria localizada em Karlsruhe. É a maior cervejaria na região de Karlsruhe.

## História
Karl Friedrich Gottlieb Hoepfner fundou a cervejaria em 1798. Para a refrigeração era utilizado gelo, obtido de geleiras localizadas nos Alpes.
O atual castelo onde a cervejaria está situada foi construído por Friedrich Hoepfner, de 1896 a 1898. A cervejaria foi bombardeada na Segunda Guerra Mundial e restaurada após a guerra.
Em março de 2018 o engarrafamento das cervejas Hoepfner foi transferido para a empresa irmã Privat-Brauerei Schmucker.

## Cervejas produzidas

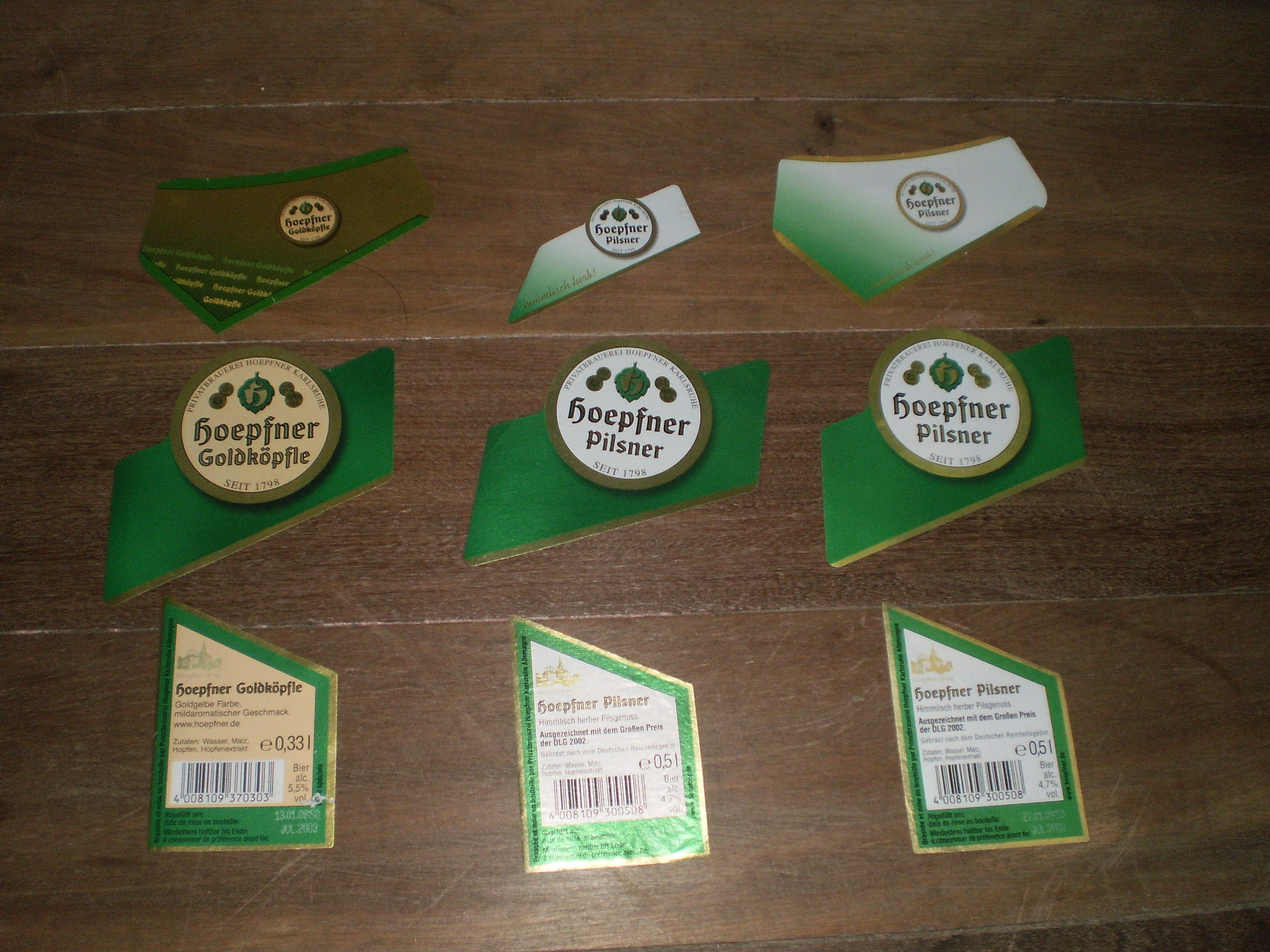
Rótulos de algumas das cervejas Hoepfner, 2002

- Pilsner
- Goldköpfle
- Hefe-Weißbier
- Keller-Weißbier
- Edel-Weizen
- Export
- Radler
- Grape
- Porter
- Kräusen
- Jubelbier
- Maibock
- Leicht